# Saison 5 de Community
Chronologie
Saison 4 Saison 6
Cet article présente les treize épisodes de la cinquième saison de la série télévisée américaine Community. Cette saison voit le retour de Dan Harmon, le créateur de la série, évincé lors de la saison précédente.
Au Canada, la saison est diffusée en simultané sur Citytv en janvier et février durant la pause hivernale de Once Upon a Time in Wonderland, puis a été retiré de l'horaire depuis mars 2014.

## Distribution de la saison

### Acteurs principaux
- Joel McHale (V. F. : Philippe Allard) : Jeff Winger
- Gillian Jacobs (V. F. : Marcha Van Boven) : Britta Perry
- Danny Pudi (V. F. : Emmanuel Dekoninck) : Abed Nadir
- Yvette Nicole Brown (V. F. : Nathalie Hons) : Shirley Bennett
- Alison Brie (V. F. : Laetitia Liénart) : Annie Edison
- Donald Glover (V. F. : Olivier Prémel) : Troy Barnes (5 épisodes)
- Jim Rash (V. F. : David Manet) : Craig Pelton
- Ken Jeong (V. F. : Michelangelo Marchese) : Ben Chang
- Jonathan Banks : Professeur Buzz Hickey

### Acteurs récurrents
- John Oliver : Professeur Ian Duncan (7 épisodes)
- Richard Erdman : Leonard Briggs (6 épisodes)
- Charley Koontz : Neil (5 épisodes)
- Erik Charles Nielsen (en) : Garrett Lambert (5 épisodes)
- Dino Stamatopoulos : Alex « Rouflaquettes » Osbourne (5 épisodes)
- Danielle Kaplowitz : Vicki (4 épisodes)
- Brie Larson : Rachel (2 épisodes)
- Luke Youngblood : Magnitude (2 épisodes)
- Brady Novak : Richie Countee (2 épisodes)
- Jeremy Scott Johnson : Carl Bladt (2 épisodes)
- James Michael Connor : représentant du métro (2 épisodes)
- Kevin Corrigan : Professeur Sean Garrity (1 épisode)
- Jerry Minor : Jerry (1 épisode)
- Dominik Musiol : Pavel Iwaszkiewicz (1 épisode)
- Eddie Pepitone : Crazy Schmidt (1 épisode)

### Acteurs invités
- Chevy Chase (V. F. : Daniel Nicodème) : Pierce Hawthorne (épisode 1)
- Paget Brewster : Debra Chambers
- LeVar Burton : lui-même
- Rob Corddry : Alan Connor
- David Cross : Hank Hickey
- Chris Elliott : Russell Borchert
- Nathan Fillion : Bob Waite
- Ben Folds : Professeur Bublitz
- Gina Gershon : la femme de Devon
- Vince Gilligan : Devon
- Walton Goggins : M. Stone
- Katie Leclerc : Carol
- B.J. Novak : M. Egypt
- Robert Patrick : Waldron
- Brian Posehn : Bixel
- Questlove : lui-même
- Amber Tamblyn : elle-même
- Paul Williams : la connexion de Britta

## Épisodes

### Épisode 1:Repilote
- États-Unis /  Canada : 2 janvier 2014 sur NBC[2] / Citytv

- États-Unis : 3,49 millions de téléspectateurs[3] (première diffusion)

- Chevy Chase (Pierce Hawthorne)

### Épisode 2:Bases en enseignement
- États-Unis /  Canada : 2 janvier 2014 sur NBC[2] / Citytv

- États-Unis : 3,49 millions de téléspectateurs[3] (première diffusion)

### Épisode 3:BABA de la numismatie
- États-Unis /  Canada : 9 janvier 2014 sur NBC / Citytv

- États-Unis : 3,58 millions de téléspectateurs[4] (première diffusion)

- John Oliver : Le professeur Duncan

### Épisode 4:Polygraphie de  groupe
- États-Unis /  Canada : 16 janvier 2014 sur NBC / Citytv

- États-Unis : 3,07 millions de téléspectateurs[5] (première diffusion)

- Walton Goggins :  Mr. Stone

### Épisode 5:Évasion géothermique
- États-Unis /  Canada : 23 janvier 2014 sur NBC / Citytv

- États-Unis : 3,02 millions de téléspectateurs[6] (première diffusion)

- John Oliver : Professeur Duncan
- LeVar Burton

### Épisode 6:Analyse des réseaux sur fuite
- États-Unis /  Canada : 30 janvier 2014 sur NBC / Citytv

- États-Unis : 3,01 millions de téléspectateurs[7] (première diffusion)

- John Oliver : Ian Duncan
- Brie Larson : Rachel
- Nathan Fillion : Bob Waite
- Kumail Nanjiani : Lapari
- Paget Brewster : Debra Chambers
- Robert Patrick : Waldron
- Katie Leclerc : Carol
- Jerry Minor : Jerry
- Eddie Pepitone : Crazy Schmidt

Annie parodie le personnage de Gary Oldman du film Léon dans cet épisode.

### Épisode 7:Bondage  et sexualité de l'homme béta
- États-Unis /  Canada : 27 février 2014 sur NBC / Citytv

- États-Unis : 2,56 millions de téléspectateurs[8] (première diffusion)

- John Oliver : Ian Duncan

Annie et Shirley sont quasi absentes de l'épisode.

### Épisode 8:Développement et application des condiments
- États-Unis /  Canada : 6 mars 2014 sur NBC / Citytv

- États-Unis : 2,79 millions de téléspectateurs[9] (première diffusion)

### Épisode 9:Maintenance de magnétoscope et édition pédagogique
- États-Unis : 13 mars 2014 sur NBC
- Canada : non-diffusé

- États-Unis : 2,77 millions de téléspectateurs[10] (première diffusion)

- Vince Gilligan : Devin, l'acteur de "Pile of bullets"
- Gina Gershon : la femme de Devin
- Paul Williams : le professeur de chimie
- Brie Larson : Rachel
- Spencer Crittenden : Anthony

### Épisode 10:Donjons et dragons: Niveau avancé
- États-Unis : 20 mars 2014 sur NBC

- États-Unis : 3,32 millions de téléspectateurs[11] (première diffusion)

- David Cross : Hank Hickey

### Épisode 11:GI Jeff
- États-Unis : 3 avril 2014 sur NBC

- États-Unis : 2,50 millions de téléspectateurs[12] (première diffusion)

- John Oliver  (Xim-Xam / Mix-Max)
- Rob Schrab (Cobra Commander)
- Michael Bell (Duke)
- Mary McDonald-Lewis (Scarlett)
- Bill Ratner (Flint)
- Mark Rivers (Deep Dish)
- Isaac Singleton Jr. (Destro)
- Dan Harmon (Sleep Apnea)

Il est fait référence à GI Joe dans l'épisode.

### Épisode 12:BABA de la narration
- États-Unis : 10 avril 2014 sur NBC

- États-Unis : 2,56 millions de téléspectateurs[13] (première diffusion)

- John Oliver  (Professeur Ian Duncan)
- Brady Novak (Richie Countee)
- Jeremy Scott Johnson (Carl Bladt)
- Michael McDonald (en) (Ronald Mohammad)
- James Michael Connor (le représentant de Subway)
- Richard Erdman (Leonard)
- Dino Stamatopoulos (Starburns)
- Chris Elliott (Doyen Russell Borchert, non crédité)

### Épisode 13: BABA du sandwich
- États-Unis : 17 avril 2014 sur NBC[14]

- États-Unis : 2,87 millions de téléspectateurs[15] (première diffusion)

- John Oliver  (Professeur Ian Duncan)
- Chris Elliott (Doyen Russell Borchert)
- B. J. Novak (Mr. Egypt)